# Copa del Generalísimo de fútbol 1965-66
La Copa del Generalísimo de fútbol de 1965-66 fue la 62.ª edición de la competición de Copa.
El torneo comenzó el 24 de octubre de 1965 y finalizó el 29 de mayo de 1966 resultando vencedor el Real Zaragoza C. D., siendo el segundo título de Copa conseguido por el equipo maño.

## Equipos participantes
La competición de 1965-66 contó con la participación de los 16 equipos de la Primera División, y los 32 equipos de la Segunda División.

## Ronda previa

### Cuadro
| Equipo 1                          | Agr. | Equipo 2                     | Ida | Vuelta | 3er partido |
| --------------------------------- | ---- | ---------------------------- | --- | ------ | ----------- |
| C. D. Hospitalet                  | 3-4  | Real Valladolid Deportivo    | 1-0 | 1-2    | 1-2         |
| Algeciras C. F.                   | 1-3  | U. P. Langreo                | 0-0 | 1-3    |             |
| C. F. Badalona                    | 1-5  | Hércules C. F.               | 1-4 | 0-1    |             |
| Burgos C. F.                      | 0-4  | C. D. Mestalla               | 0-1 | 0-3    |             |
| C. F. Calvo Sotelo de Puertollano | 4-3  | C. D. Baracaldo Altos Hornos | 4-1 | 0-2    |             |
| C. D. Constancia                  | 1-4  | Real Oviedo C. F.            | 1-2 | 0-2    |             |
| C. D. Europa                      | 2-1  | C. D. Badajoz                | 2-1 | 0-0    |             |
| Real Gijón                        | 4-0  | Real Murcia C. F.            | 2-0 | 2-0    |             |
| R. C. Recreativo de Huelva        | 2-3  | C. Atlético Osasuna          | 1-1 | 1-2    |             |
| S. D. Indauchu                    | 6-1  | Cádiz C. F.                  | 5-0 | 1-1    |             |
| U. D. Lérida                      | 4-3  | C. Atlético de Ceuta         | 3-1 | 1-2    |             |
| Levante U. D.                     | 0-4  | R. C. Celta de Vigo          | 0-2 | 0-2    |             |
| Melilla C. F.                     | 2-10 | R. C. D. Coruña              | 1-1 | 1-9    |             |
| A. D. Rayo Vallecano              | 1-3  | Real Sociedad de F.          | 1-1 | 0-2    |             |
| Real Santander S. D.              | 4-3  | Granada C. F.                | 1-0 | 2-3    | 1-0         |
| C. D. Tenerife                    | 3-4  | C. D. Condal                 | 2-1 | 0-1    | 1-2         |

### Partidos
| Ida; 24 de octubre de 1965 | C. D. Hospitalet | 1:0 | Real Valladolid Deportivo |  |  |

| Vuelta; 08 de diciembre de 1965 | Real Valladolid Deportivo | 2:1 | C. D. Hospitalet |  |  |

| Desempate; 13 de enero de 1966 | C. D. Hospitalet | 1:2 (Global 3:4) | Real Valladolid Deportivo |  |  |

| Ida; 24 de octubre de 1965 | Algeciras C. F. | 0:0 | U. P. Langreo |  |  |

| Vuelta; 08 de diciembre de 1965 | U. P. Langreo | 3:1 (Global 3:1) | Algeciras C. F. |  |  |

| Ida; 24 de octubre de 1965 | C. F. Badalona | 1:4 | Hércules C. F. |  |  |

| Vuelta; 08 de diciembre de 1965 | Hércules C. F. | 1:0 (Global 5:1) | C. F. Badalona |  |  |

| Ida; 24 de octubre de 1965 | Burgos C. F. | 0:1 | C. D. Mestalla |  |  |

| Vuelta; 08 de diciembre de 1965 | C. D. Mestalla | 3:0 (Global 4:0) | Burgos C. F. |  |  |

| Ida; 24 de octubre de 1965 | C. F. Calvo Sotelo de Puertollano | 4:1 | C. D. Baracaldo Altos Hornos |  |  |

| Vuelta; 08 de diciembre de 1965 | C. D. Baracaldo Altos Hornos | 2:0 (Global 3:4) | C. F. Calvo Sotelo de Puertollano |  |  |

| Ida; 24 de octubre de 1965 | C. D. Constancia | 1:2 | Real Oviedo C. F. |  |  |

| Vuelta; 08 de diciembre de 1965 | Real Oviedo C. F. | 2:0 (Global 4:1) | C. D. Constancia |  |  |

| Ida; 24 de octubre de 1965 | C. D. Europa | 2:1 | C. D. Badajoz |  |  |

| Vuelta; 08 de diciembre de 1965 | C. D. Badajoz | 0:0 (Global 1:2) | C. D. Europa |  |  |

| Ida; 24 de octubre de 1965 | Real Gijón | 2:0 | Real Murcia C. F. |  |  |

| Vuelta; 08 de diciembre de 1965 | Real Murcia C. F. | 0:2 (Global 0:4) | Real Gijón |  |  |

| Ida; 24 de octubre de 1965 | R. C. Recreativo de Huelva | 1:1 | C. Atlético Osasuna |  |  |

| Vuelta; 08 de diciembre de 1965 | C. Atlético Osasuna | 2:1 (Global 3:2) | R. C. Recreativo de Huelva |  |  |

| Ida; 24 de octubre de 1965 | S. D. Indauchu | 5:0 | Cádiz C. F. |  |  |

| Vuelta; 08 de diciembre de 1965 | Cádiz C. F. | 1:1 (Global 1:6) | S. D. Indauchu |  |  |

| Ida; 24 de octubre de 1965 | U. D. Lérida | 3:1 | C. Atlético de Ceuta |  |  |

| Vuelta; 08 de diciembre de 1965 | C. Atlético de Ceuta | 2:1 (Global 3:4) | U. D. Lérida |  |  |

| Ida; 24 de octubre de 1965 | Levante U. D. | 0:2 | R. C. Celta de Vigo |  |  |

| Vuelta; 08 de diciembre de 1965 | R. C. Celta de Vigo | 2:0 (Global 4:0) | Levante U. D. |  |  |

| Ida; 24 de octubre de 1965 | Melilla C. F. | 1:1 | R. C. D. Coruña |  |  |

| Vuelta; 08 de diciembre de 1965 | R. C. D. Coruña | 9:1 (Global 10:2) | Melilla C. F. |  |  |

| Ida; 24 de octubre de 1965 | A. D. Rayo Vallecano | 1:1 | Real Sociedad de F. |  |  |

| Vuelta; 08 de diciembre de 1965 | Real Sociedad de F. | 2:0 (Global 3:1) | A. D. Rayo Vallecano |  |  |

| Ida; 24 de octubre de 1965 | Real Santander S. D. | 1:0 | Granada C. F. |  |  |

| Vuelta; 08 de diciembre de 1965 | Granada C. F. | 3:2 | Real Santander S. D. |  |  |

| Desempate; 03 de marzo de 1966 | Real Santander S. D. | 1:0 (Global 4:3) | Granada C. F. |  |  |

| Ida; 24 de octubre de 1965 | C. D. Tenerife | 2:1 | C. D. Condal |  |  |

| Vuelta; 08 de diciembre de 1965 | C. D. Condal | 1:0 | C. D. Tenerife |  |  |

| Desempate; 16 de marzo de 1966 | C. D. Tenerife | 1:2 (Global 3:4) | C. D. Condal |  |  |

## Dieciseisavos de final

### Cuadro
| Equipo 1                          | Agr. | Equipo 2                  | Ida | Vuelta | 3er partido |
| --------------------------------- | ---- | ------------------------- | --- | ------ | ----------- |
| Sevilla C. F.                     | 2-3  | Real Valladolid Deportivo | 2-0 | 0-3    |             |
| Real Santander S. D.              | 0-10 | C. F. Barcelona           | 0-2 | 0-8    |             |
| R. C. D. Mallorca                 | 5-0  | Real Sociedad de F.       | 2-0 | 3-0    |             |
| Real Madrid C. F.                 | 6-2  | Real Gijón                | 2-0 | 4-2    |             |
| Pontevedra C. F.                  | 2-3  | R. C. D. Coruña           | 0-2 | 2-1    |             |
| Real Oviedo C. F.                 | 1-4  | Real Betis Balompié       | 1-0 | 0-4    |             |
| C. Atlético Osasuna               | 4-5  | C. D. Málaga              | 1-3 | 3-2    |             |
| Hércules C. F.                    | 2-3  | U. D. Las Palmas          | 2-1 | 0-1    | 0-1         |
| C. F. Calvo Sotelo de Puertollano | 2-9  | Real Zaragoza C. D.       | 1-4 | 1-5    |             |
| Córdoba C. F.                     | 3-0  | U. D. Lérida              | 2-0 | 1-0    |             |
| C. D. Mestalla                    | 1-3  | C. Atlético de Madrid     | 1-3 | 0-0    |             |
| S. D. Indauchu                    | 2-8  | Elche C. F.               | 1-3 | 1-5    |             |
| U. P. Langreo                     | 2-4  | Valencia C. F.            | 1-2 | 1-2    |             |
| R. C. D. Español                  | 3-2  | R. C. Celta de Vigo       | 2-1 | 1-1    |             |
| C. D. Sabadell C. F.              | 3-1  | C. D. Europa              | 1-1 | 0-0    | 2-0         |
| C. D. Condal                      | 2-6  | C. Atlético de Bilbao     | 1-3 | 1-3    |             |

### Partidos
| Ida; 10 de abril de 1966 | Sevilla C. F. | 2:0 | Real Valladolid Deportivo |  |  |

| Vuelta; 17 de abril de 1966 | Real Valladolid Deportivo | 3:0 (Global 3:2) | Sevilla C. F. |  |  |

| Ida; 10 de abril de 1966 | Real Santander S. D. | 0:2 | C. F. Barcelona |  |  |

| Vuelta; 16 de abril de 1966 | C. F. Barcelona | 8:0 (Global 10:0) | Real Santander S. D. |  |  |

| Ida; 10 de abril de 1966 | R. C. D. Mallorca | 2:0 | Real Sociedad de F. |  |  |

| Vuelta; 17 de abril de 1966 | Real Sociedad de F. | 0:3 (Global 0:5) | R. C. D. Mallorca |  |  |

| Ida; 10 de abril de 1966 | Real Madrid C. F. | 2:0 | Real Gijón |  |  |

| Vuelta; 17 de abril de 1966 | Real Gijón | 2:4 (Global 2:6) | Real Madrid C. F. |  |  |

| Ida; 10 de abril de 1966 | Pontevedra C. F. | 0:2 | R. C. D. Coruña |  |  |

| Vuelta; 17 de abril de 1966 | R. C. D. Coruña | 1:2 (Global 3:2) | Pontevedra C. F. |  |  |

| Ida; 10 de abril de 1966 | Real Oviedo C. F. | 1:0 | Real Betis Balompié |  |  |

| Vuelta; 17 de abril de 1966 | Real Betis Balompié | 4:0 (Global 4:1) | Real Oviedo C. F. |  |  |

| Ida; 10 de abril de 1966 | C. Atlético Osasuna | 1:3 | C. D. Málaga |  |  |

| Vuelta; 17 de abril de 1966 | C. D. Málaga | 2:3 (Global 5:4) | C. Atlético Osasuna |  |  |

| Ida; 10 de abril de 1966 | Hércules C. F. | 2:1 | U. D. Las Palmas |  |  |

| Vuelta; 17 de abril de 1966 | U. D. Las Palmas | 1:0 | Hércules C. F. |  |  |

| Desempate; 20 de abril de 1966 | Hércules C. F. | 0:1 (Global 2:3) | U. D. Las Palmas |  |  |

| Ida; 10 de abril de 1966 | C. F. Calvo Sotelo de Puertollano | 1:4 | Real Zaragoza C. D. |  |  |

| Vuelta; 16 de abril de 1966 | Real Zaragoza C. D. | 5:1 (Global 9:2) | C. F. Calvo Sotelo de Puertollano |  |  |

| Ida; 10 de abril de 1966 | Córdoba C. F. | 2:0 | U. D. Lérida |  |  |

| Vuelta; 17 de abril de 1966 | U. D. Lérida | 0:1 (Global 0:3) | Córdoba C. F. |  |  |

| Ida; 10 de abril de 1966 | C. D. Mestalla | 1:3 | C. Atlético de Madrid |  |  |

| Vuelta; 17 de abril de 1966 | C. Atlético de Madrid | 0:0 (Global 3:1) | C. D. Mestalla |  |  |

| Ida; 10 de abril de 1966 | S. D. Indauchu | 1:3 | Elche C. F. |  |  |

| Vuelta; 17 de abril de 1966 | Elche C. F. | 5:1 (Global 8:2) | S. D. Indauchu |  |  |

| Ida; 10 de abril de 1966 | U. P. Langreo | 1:2 | Valencia C. F. |  |  |

| Vuelta; 16 de abril de 1966 | Valencia C. F. | 2:1 (Global 4:2) | U. P. Langreo |  |  |

| Ida; 11 de abril de 1966 | R. C. D. Español | 2:1 | R. C. Celta de Vigo |  |  |

| Vuelta; 17 de abril de 1966 | R. C. Celta de Vigo | 1:1 (Global 2:3) | R. C. D. Español |  |  |

| Ida; 11 de abril de 1966 | C. D. Sabadell C. F. | 1:1 | C. D. Europa |  |  |

| Vuelta; 17 de abril de 1966 | C. D. Europa | 0:0 | C. D. Sabadell C. F. |  |  |

| Desempate; 19 de abril de 1966 | C. D. Sabadell C. F. | 2:0 (Global 3:1) | C. D. Europa |  |  |

| Ida; 10 de abril de 1966 | C. D. Condal | 1:3 | C. Atlético de Bilbao |  |  |

| Vuelta; 11 de abril de 1966 | C. Atlético de Bilbao | 3:1 (Global 6:2) | C. D. Condal |  |  |

## Octavos de final

### Cuadro
| Equipo 1              | Agr. | Equipo 2                  | Ida | Vuelta | 3er partido |
| --------------------- | ---- | ------------------------- | --- | ------ | ----------- |
| Valencia C. F.        | 1-2  | C. Atlético de Madrid     | 0-0 | 1-2    |             |
| Real Madrid C. F.     | 4-2  | C. D. Málaga              | 1-1 | 1-1    | 2-0         |
| R. C. D. Mallorca     | 3-5  | C. F. Barcelona           | 2-0 | 1-5    |             |
| C. D. Sabadell C. F.  | 2-1  | Real Valladolid Deportivo | 2-0 | 0-1    |             |
| R. C. D. Coruña       | 1-5  | Elche C. F.               | 1-2 | 0-3    |             |
| R. C. D. Español      | 2-5  | Real Betis Balompié       | 2-1 | 0-4    |             |
| C. Atlético de Bilbao | 3-2  | U. D. Las Palmas          | 1-0 | 2-2    |             |
| Córdoba C. F.         | 1-6  | Real Zaragoza C. D.       | 0-2 | 1-4    |             |

### Partidos
| Ida; 23 de abril de 1966 | Valencia C. F. | 0:0 | C. Atlético de Madrid |  |  |

| Vuelta; 30 de abril de 1966 | C. Atlético de Madrid | 2:1 (Global 2:1) | Valencia C. F. |  |  |

| Ida; 24 de abril de 1966 | Real Madrid C. F. | 1:1 | C. D. Málaga |  |  |

| Vuelta; 01 de mayo de 1966 | C. D. Málaga | 1:1 | Real Madrid C. F. |  |  |

| Desempate; 04 de mayo de 1966 | Real Madrid C. F. | 2:0 (Global 4:2) | C. D. Málaga |  |  |

| Ida; 24 de abril de 1966 | R. C. D. Mallorca | 2:0 | C. F. Barcelona |  |  |

| Vuelta; 01 de mayo de 1966 | C. F. Barcelona | 5:1 (Global 5:3) | R. C. D. Mallorca |  |  |

| Ida; 24 de abril de 1966 | C. D. Sabadell C. F. | 2:0 | Real Valladolid Deportivo |  |  |

| Vuelta; 01 de mayo de 1966 | Real Valladolid Deportivo | 1:0 (Global 1:2) | C. D. Sabadell C. F. |  |  |

| Ida; 24 de abril de 1966 | R. C. D. Coruña | 1:2 | Elche C. F. |  |  |

| Vuelta; 01 de mayo de 1966 | Elche C. F. | 3:0 (Global 5:1) | R. C. D. Coruña |  |  |

| Ida; 24 de abril de 1966 | R. C. D. Español | 2:1 | Real Betis Balompié |  |  |

| Vuelta; 01 de mayo de 1966 | Real Betis Balompié | 4:0 (Global 5:2) | R. C. D. Español |  |  |

| Ida; 24 de abril de 1966 | C. Atlético de Bilbao | 1:0 | U. D. Las Palmas |  |  |

| Vuelta; 01 de mayo de 1966 | U. D. Las Palmas | 2:2 (Global 2:3) | C. Atlético de Bilbao |  |  |

| Ida; 24 de abril de 1966 | Córdoba C. F. | 0:2 | Real Zaragoza C. D. |  |  |

| Vuelta; 01 de mayo de 1966 | Real Zaragoza C. D. | 4:1 (Global 6:1) | Córdoba C. F. |  |  |

## Cuartos de final

### Cuadro
| Equipo 1              | Agr. | Equipo 2              | Ida | Vuelta |
| --------------------- | ---- | --------------------- | --- | ------ |
| C. Atlético de Madrid | 1-2  | C. Atlético de Bilbao | 1-0 | 0-2    |
| C. F. Barcelona       | 3-0  | Elche C. F.           | 1-0 | 2-0    |
| C. D. Sabadell C. F.  | 1-7  | Real Zaragoza C. D.   | 1-4 | 0-3    |
| Real Betis Balompié   | 5-4  | Real Madrid C. F.     | 3-2 | 2-2    |

### Partidos
| Ida; 07 de mayo de 1966 | C. Atlético de Madrid | 1:0 | C. Atlético de Bilbao |  |  |

| Vuelta; 14 de mayo de 1966 | C. Atlético de Bilbao | 2:0 (Global 2:1) | C. Atlético de Madrid |  |  |

| Ida; 08 de mayo de 1966 | C. F. Barcelona | 1:0 | Elche C. F. |  |  |

| Vuelta; 15 de mayo de 1966 | Elche C. F. | 0:2 (Global 0:3) | C. F. Barcelona |  |  |

| Ida; 08 de mayo de 1966 | C. D. Sabadell C. F. | 1:4 | Real Zaragoza C. D. |  |  |

| Vuelta; 15 de mayo de 1966 | Real Zaragoza C. D. | 3:0 (Global 7:1) | C. D. Sabadell C. F. |  |  |

| Ida; 08 de mayo de 1966 | Real Betis Balompié | 3:2 | Real Madrid C. F. |  |  |

| Vuelta; 15 de mayo de 1966 | Real Madrid C. F. | 2:2 (Global 4:5) | Real Betis Balompié |  |  |

## Semifinales

### Cuadro
| Equipo 1              | Agr. | Equipo 2            | Ida | Vuelta |
| --------------------- | ---- | ------------------- | --- | ------ |
| C. Atlético de Bilbao | 5-2  | Real Betis Balompié | 1-1 | 4-1    |
| C. F. Barcelona       | 2-3  | Real Zaragoza C. D. | 2-2 | 0-1    |

### Partidos
| Ida; 19 de mayo de 1966 | C. Atlético de Bilbao | 1:1 | Real Betis Balompié |  |  |

| Vuelta; 22 de mayo de 1966 | Real Betis Balompié | 1:4 (Global 2:5) | C. Atlético de Bilbao |  |  |

| Ida; 19 de mayo de 1966 | C. F. Barcelona | 2:2 | Real Zaragoza C. D. |  |  |

| Vuelta; 22 de mayo de 1966 | Real Zaragoza C. D. | 1:0 (Global 3:2) | C. F. Barcelona |  |  |

## Final
|            | POR        | Enrique Yarza         |  |  |
|            | DEF        | José Ramón Irusquieta |  |  |
|            | DEF        | Francisco Santamaría  |  |  |
|            | DEF        | Severino Reija        |  |  |
|            | MED        | Antonio Pais          |  |  |
|            | MED        | José Luis Violeta     |  |  |
|            | DEL        | Canário               |  |  |
|            | DEL        | Eleuterio Santos      |  |  |
|            | DEL        | Marcelino Martínez    |  |  |
|            | DEL        | Juan Manuel Villa     |  |  |
|            | DEL        | Carlos Lapetra        |  |  |
| Entrenador | Entrenador | Ferdinand Daučík      |  |  |

|            | POR        | José Ángel Iribar     |  |
|            | DEF        | Luis María Zugazaga   |  |
|            | DEF        | Juan María Zorriqueta |  |
|            | DEF        | Ramón Senarriaga      |  |
|            | MED        | José Ramón Larrauri   |  |
|            | MED        | Fidel Uriarte         |  |
|            | DEL        | Antonio Arieta        |  |
|            | DEL        | Koldo Aguirre         |  |
|            | DEL        | José María Argoitia   |  |
|            | DEL        | Chechu Rojo           |  |
|            | DEL        | Pedro Lavín           |  |
| Entrenador | Entrenador | Agustín Gaínza        |  |

|  | 26' | Villa   | 1-0 |
|  | 41' | Lapetra | 2-0 |

| Árbitro: | Félix Birigay |

|            | POR        | Enrique Yarza         |  |  |
|            | DEF        | José Ramón Irusquieta |  |  |
|            | DEF        | Francisco Santamaría  |  |  |
|            | DEF        | Severino Reija        |  |  |
|            | MED        | Antonio Pais          |  |  |
|            | MED        | José Luis Violeta     |  |  |
|            | DEL        | Canário               |  |  |
|            | DEL        | Eleuterio Santos      |  |  |
|            | DEL        | Marcelino Martínez    |  |  |
|            | DEL        | Juan Manuel Villa     |  |  |
|            | DEL        | Carlos Lapetra        |  |  |
| Entrenador | Entrenador | Ferdinand Daučík      |  |  |

|            | POR        | José Ángel Iribar     |  |
|            | DEF        | Luis María Zugazaga   |  |
|            | DEF        | Juan María Zorriqueta |  |
|            | DEF        | Ramón Senarriaga      |  |
|            | MED        | José Ramón Larrauri   |  |
|            | MED        | Fidel Uriarte         |  |
|            | DEL        | Antonio Arieta        |  |
|            | DEL        | Koldo Aguirre         |  |
|            | DEL        | José María Argoitia   |  |
|            | DEL        | Chechu Rojo           |  |
|            | DEL        | Pedro Lavín           |  |
| Entrenador | Entrenador | Agustín Gaínza        |  |

|  | 26' | Villa   | 1-0 |
|  | 41' | Lapetra | 2-0 |

| Árbitro: | Félix Birigay |

|                             |
| Campeón Real Zaragoza C. D. |
| 2.º título                  |